# Mario Agüero
Mario Agüero, né le 1er mai 1924, à Camagüey, à Cuba et décédé le 22 juin 2001, à Winchester, en Virginie, est un ancien joueur cubain de basket-ball.